# Massengräber in Ig

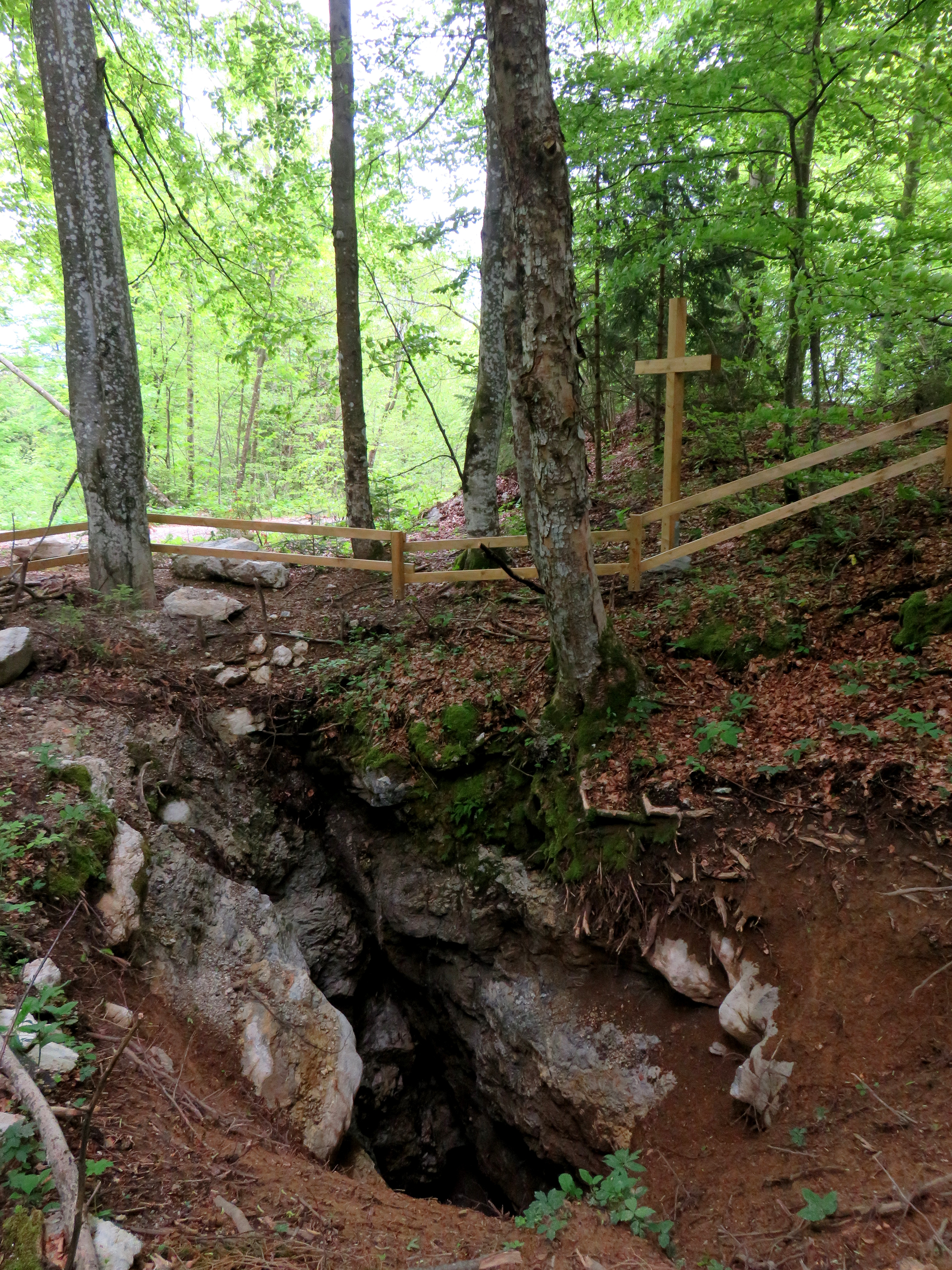
Massengrab im Kosec-Schacht, Gornji Ig

Auf dem Gebiet der Gemeinde Ig in Slowenien wurden bisher (Stand 1/2024) insgesamt fünf Massengräber aus der Zeit um den Zweiten Weltkrieg gefunden.

## Golo
In Golo befindet sich ein Massengrab aus der Zeit unmittelbar nach dem Zweiten Weltkrieg. 
- Das Massengrab von Golo (slowenisch: Grobišče Golo) befindet sich in einer Doline südlich der Siedlung im Weiler Stara Žaga. Es enthält die Überreste einer großen Anzahl von Kriegsgefangenen der slowenischen Heimwehr, die mit Lastwagen aus dem Gefängnis in Šentvid transportiert und hier am 26. Juli 1945 ermordet wurden.[1]

## Gornji Ig
In Gornji Ig befindet sich ein Massengrab aus der Zeit unmittelbar nach dem Zweiten Weltkrieg. 
- Das Massengrab im Kosec-Schacht (Grobišče Koščevo brezno) liegt am Südhang des Berges Krim, etwa 4 Kilometer südwestlich von Gornji Ig, auf der linken Seite der Schotterstraße nach Rakitna. Es enthält die Überreste verwundeter Soldaten der slowenischen Heimatwehr, die im Juni 1945 ermordet wurden, sowie 15 bis 20 weitere zivile Opfer, die sich in Rakitna versteckt hatten und im Oktober 1945 ermordet wurden.[2][3]

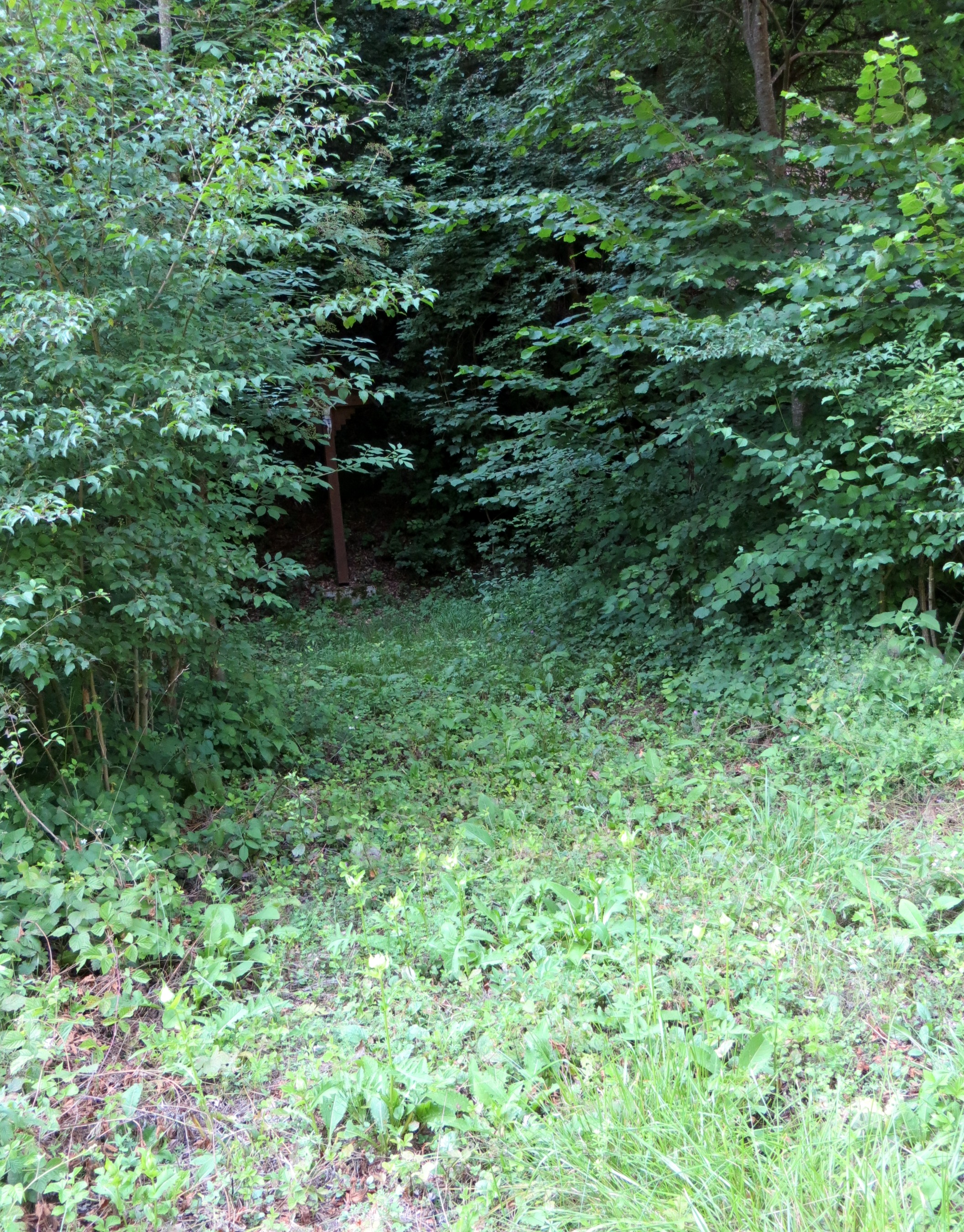
Roma-Massengrab, Iška

## Iška
In Iška wurden zwei Massengräber gefunden, die mit dem Zweiten Weltkrieg in Verbindung gebracht wurden. Beide liegen südlich der Siedlung, in der Iška-Schlucht. 
- Das Roma-Massengrab der Roma (Grobišče Romov) befindet sich auf der Benko-Wiese und ist durch ein Holzkreuz unterhalb einer Klippe südlich des Hauses Iška Nr. 45 gekennzeichnet. Es enthält die Überreste von 43 Roma, die im Mai 1942 von den Partisanen getötet wurden.[4]

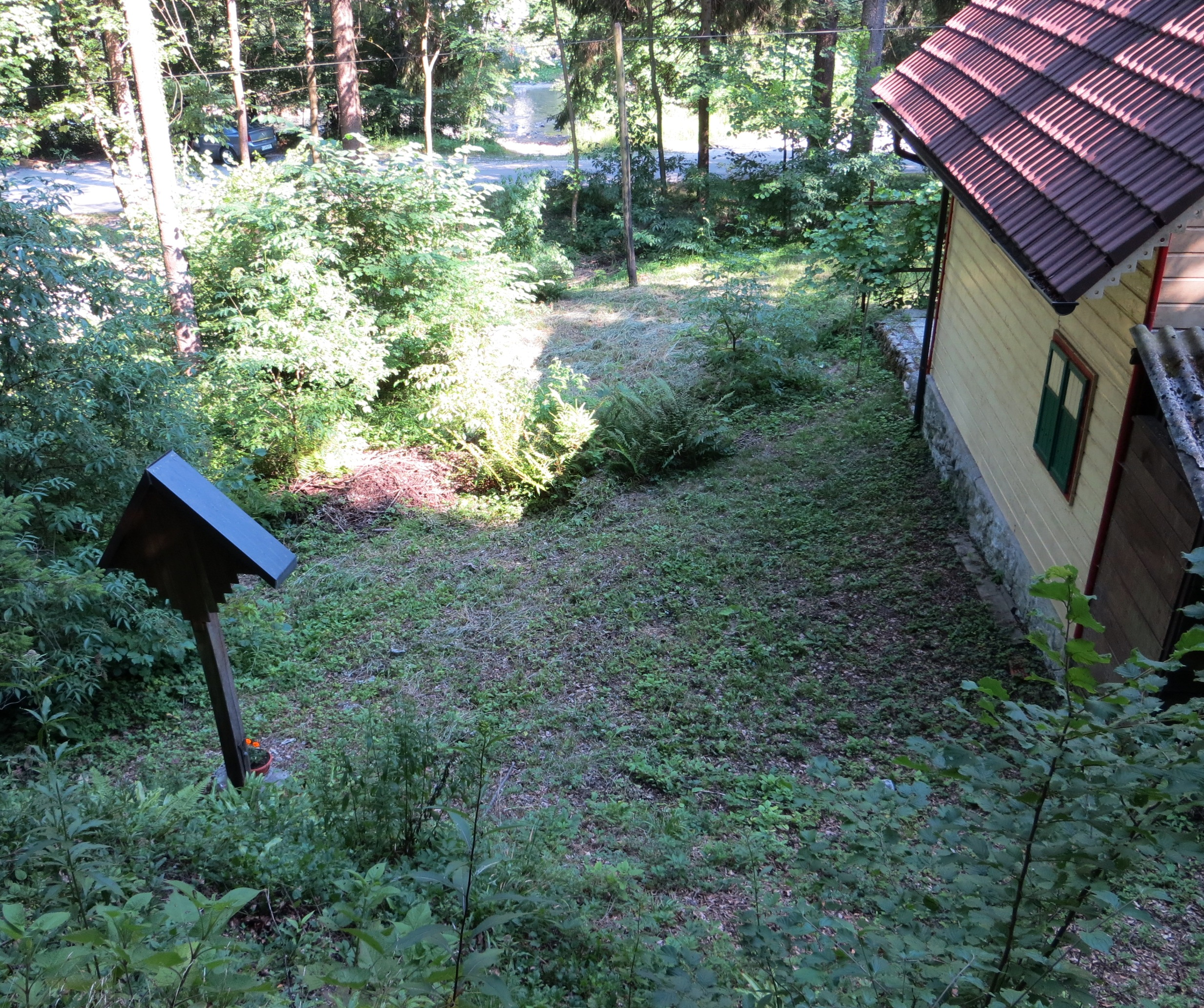
Massengrab der Verwundeten, Iška

- Das Massengrab der Verwundeten (Grobišče ranjencev) befindet sich in der Nähe des Ferienhauses Iška Nr. 21. Ein Kreuz steht nördlich des Grabes unterhalb eines Abhangs und ist von der Straße aus sichtbar. Das Grab enthält die Überreste verwundeter Mitglieder der Heimgarde, die hier nach dem Krieg ermordet wurden.[5]

Beide Holzkreuze an den Standorten tragen die geschnitzten Inschriften Bog bo obrisal vse solze iz naših oči – tudi ne bo več žalovanja, ne vpitja, ne bolečin, zakaj kar je bilo prej je minilo. Postoj ob meni brat, da skupaj bova našla pot. (Und Gott wird alle Tränen von unseren Augen abwischen – es wird keinen Kummer mehr geben, kein Weinen, keinen Schmerz mehr; denn die früheren Dinge sind vergangen. ... Ruhe in Frieden. Bleib an meiner Seite, Bruder, und gemeinsam sind wir wird den Weg finden.) Das erste Kreuz lautet auch Tukaj čaka na vstajenje 43 Romov od maja 1942 (Hier warten die 43 Roma vom Mai 1942 auf die Auferstehung) und das zweite lautet Tukaj čaka na vstajenje 52 slovenskih domobranskih ranjencev od binkoštne sobote 1945 (Hier warten die 52 Verwundeten der slowenischen Heimwehr vom Pfingstsamstag 1945 warten auf ihre Auferstehung).
Im Jahr 2022 erklärte die slowenische Regierung den 17. Mai zum nationalen Gedenktag für die Opfer kommunistischer Gewalt (slowenisch: nacionalni dan spomina na žrtve komunističnega nasilja), zeitgleich mit dem Tag, an dem die Roma-Opfer getötet wurden.

## Zapotok
In Zapotok wurde ein Massengrab gefunden, das mit dem Zweiten Weltkrieg in Verbindung gebracht wurde. 
- Das Massengrab im Ozko-Schacht bei Zapotok (Grobišče Ozko brezno pri Zapotoku), auch als Massengrab in der Vipernhöhle (Grobišče Gadova jama) bekannt, liegt am bewaldeten Hang eines steilen Tals 10 Meter südlich der Straße zwischen Zapotok und Četež pri Turjaku. Es enthält die Überreste unbekannter Opfer.[8]